# Peter Abrahams (forfatter)
 Der er flere personer med dette navn, se Peter Abrahams.
Peter Henry Abrahams (født 3. marts 1919, død 18. januar 2017) var en sydafrikansk forfatter.
Abrahams blev født og voksede op i Vrededorp, en fattig forstad til Johannesburg. Han rejste fra Sydafrika i 1939, og arbejdede til at starte med som sømand, senere fik han arbejde som journalist i London hvor han på samme tidspunkt levede med sin kone Daphne i Loughton. I 1956 flyttede han til Jamaica.
Abrahams fik sit gennembrud med romanen Mine Boy i 1946. Den var en af de første romaner om situationen for  sorte i Sydafrika. I sine romananer skildrer han livet i slummen og miljøet han voksede op i. To af hans romaner er oversat til dansk.